# Wielopolscy herbu Starykoń

Herb Starykoń

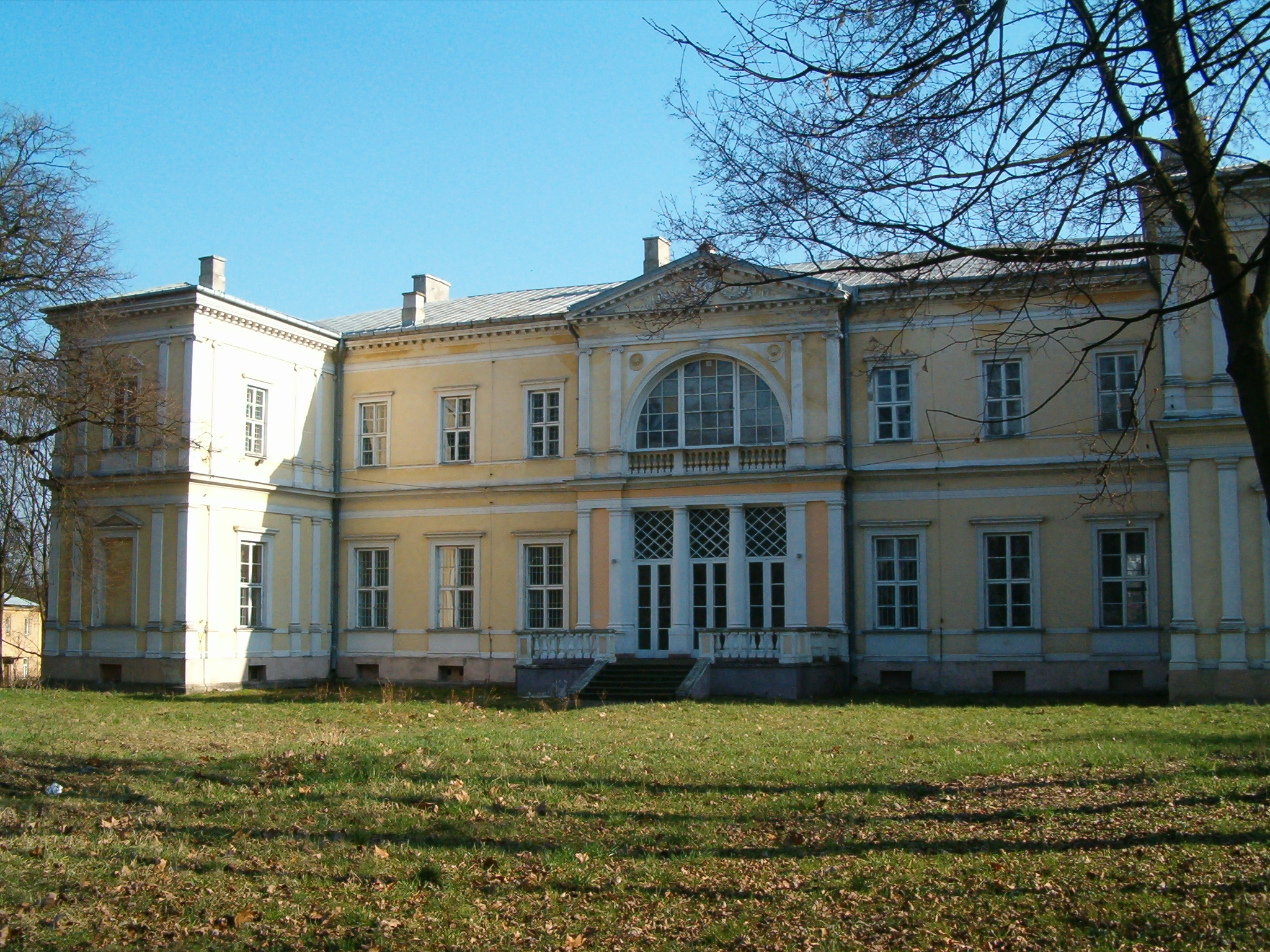
Pałac Wielopolskich w Chrobrzu.

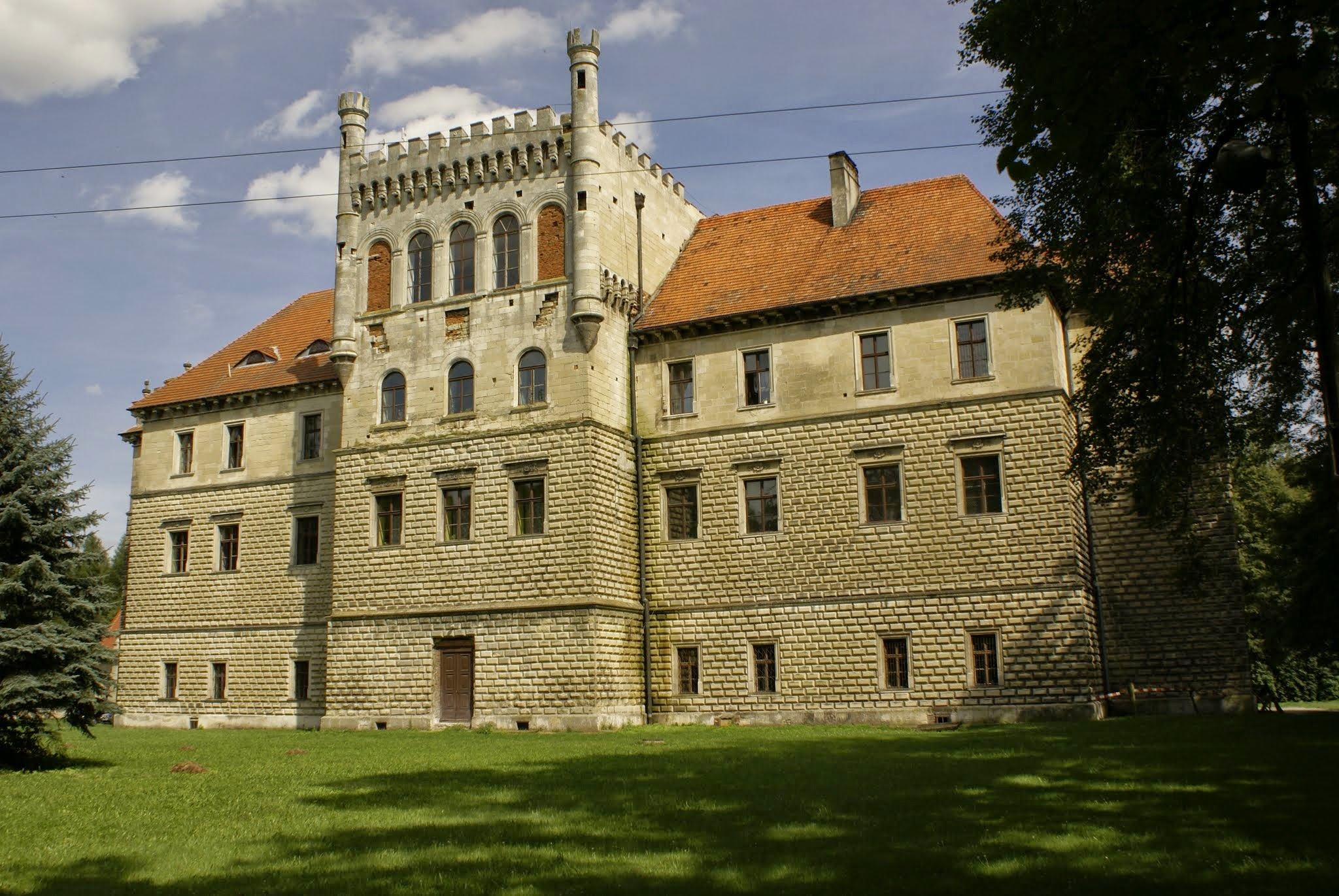
Pałac Wielopolskich w Książu Wielkim

Wielopolscy – polski ród magnacki herbu Starykoń, którego potomkowie żyją do dziś.
W 1656 roku Wielopolscy pochodzący od Jana Wielopolskiego z Pieskowej Skały otrzymali tytuł hrabiów Świętego Cesarstwa Rzymskiego Narodu Niemieckiego. W 1729 roku Franciszek Wielopolski prawnuk Anny Myszkowskiej (będącej córką I ordynata Ordynacji Myszkowskich) po procesie sądowym uzyskał prawa do ordynacji i został jej VIII ordynatem. 
Razem z majątkiem oraz nazwiskiem Wielopolscy odziedziczyli po Gonzagach Myszkowskich i przysługujący im tytuł margrabiowski. Z powodu olbrzymiego zadłużenia Wielopolscy utracili dziewięć z dwunastu kluczy dóbr ziemskich wchodzących w skład ordynacji. Utracili także siedzibę ordynacji, która mieściła się w pałacu w Pińczowie w związku z czym Aleksander Wielopolski siedzibę ordynacji (składającej się z kluczy: chroberskiego, kozubowskiego i wielkoksiążskiego) przeniósł do pałacu w Chrobrzu.  
Wielopolscy wchodzili w związki małżeńskie z Tarłami, Lubomirskimi, Jabłonowskimi, Potockimi, Mniszchami, Sułkowskimi.

## Przedstawiciele rodu
- Elżbieta Bobola z Wielopolskich
- Aleksander Wielopolski, XIII ordynat
- Alfred Wielopolski
- Franciszek Wielopolski (1732–1809), X ordynat
- Franciszek Wielopolski (zm. 1732), VIII ordynat
- Jan Wielopolski (kanclerz)
- Jan Wielopolski (starszy)
- Józef Stanisław Wielopolski, XII ordynat
- Kasper Wielopolski
- Zygmunt Wielopolski, XIV ordynat
- Zygmunt Konstanty Wielopolski, XVI (ostatni) ordynat[3].